# Maite Alberdi
Maite Alberdi Soto (Santiago, 29 de març de 1983) és una directora audiovisual, realitzadora, guionista i crítica de cinema xilena.
És reconeguda a nivell internacional pels seus documentals La once (2014) i Los niños (2016), pels quals va obtenir el premi a la millor direcció femenina documental en el Festival de Cinema Documental d'Amsterdam (IDFA), el més important del món en el seu gènere. Directora audiovisual de la Pontifícia Universitat Catòlica de Xile, és també llicenciada en estètica i en comunicació social de la mateixa casa d'estudis. Ha exercit a més com muntatgista, sonista, productora executiva i directora de fotografia en diverses pel·lícules i documentals nacionals.

## Trajectòria
El seu primer microdocumental va ser Carrete Down (2004), guardonat al Festival Audiovisual de Discapacitat "Un minuto del otro". El seu següent documental, Los trapecistas (2005), va reflectir la història de dos nens que han d'abandonar el circ en el que viuen, va obtenir el premi al millor documental d'Escoles de Cinema i Audiovisual, al Festival Internacional de Cinema de Viña del Mar el 2005. Dos anys més tard va donar vida al curtmetratge de ficció Las peluqueras.
En 2011 va debutar en el gènere del llargmetratge documental amb El salvavidas, la insòlita història d'un salvavides del litoral central, l'afany del qual era evitar l'aigua costi el que costi. El 2014 li va arribar el reconeixement internacional amb el documental La once, l'emotiu retrat d'un grup d'ancianes, amigues de tota la vida de la seva àvia Teresa, nominat als Premis Goya com a millor pel·lícula iberoamericana i que va obtenir el premi a la millor pel·lícula i millor director en SANFIC 2014, així com guardons internacionals al millor documental dirigit per una dona en IDFA, millor documental en el FIC de Miami, FICCI Cartagena, EIDF-EBS Korea, DocsBarcelona i en el FICG Guadalajara.
En 2016, el documental Los niños, que segueix la vida emocional i laboral d'un grup de joves amb síndrome de Down, va obtenir nombroses distincions internacionals entre les quals destaca millor documental a DocsBarcelona. En tant, al documental Yo no soy de aquí (2016), va aprofundir en la difusa existència d'ancians immigrants afligits per demència senil i Alzheimer.
El juny de 2018 va ser convidada a integrar la Acadèmia d'Arts i Ciències Cinematogràfiques dels Estats Units.
Al Festival de Cinema de Sundance es va estrenar el seu quart llargmetratge, El agente topo.

## Filmografia
La seva filmografia està conformada pels següents treballs:

### Llargmetratges
| Any  | Títol               | Directora | Guionista | Productora |
| ---- | ------------------- | --------- | --------- | ---------- |
| 2011 | El salvavidas       | ✓         | ✓         |            |
| 2014 | La once             | ✓         |           |            |
| 2016 | Los niños           | ✓         | ✓         | ✓          |
| 2020 | El agente topo      | ✓         |           |            |
| 2020 | La memoria infinita | ✓         | ✓         | ✓          |
| 2024 | El lugar de la otra | ✓         |           |            |

### Curtmetratges
- 2004 - Carrete Down
- 2005 - Los trapecistas
- 2008 - Las peluqueras
- 2011 - Verano
- 2014 - Propaganda
- 2015 - Vida sexual de las plantas
- 2016 - Yo no soy de aquí

## Premis i nominacions
| Any       | Pel·lícula        | Premi                                                    | Categoria                            | Resultat   |
| --------- | ----------------- | -------------------------------------------------------- | ------------------------------------ | ---------- |
| 2012      | El salvavidas     | Festival Internacional de Cinema d'Edimburg              | Millor Pel·lícula                    | Nominat    |
| 2015-2016 | La once           | Premis Goya                                              | Millor Pel·lícula Iberoamericana     | Nominat    |
| 2015-2016 | La once           | Festival de Cinema Llatinoamericà de Biarritz            | Premi del Públic                     | Guanyadora |
| 2015-2016 | La once           | Festival Internacional de Cinema de Cartagena de Indias  | Millor Documental                    | Guanyadora |
| 2015-2016 | La once           | DocsBarcelona                                            | Millor Documental                    | Guanyadora |
| 2015-2016 | La once           | Festival Internacional de Cinema Documental de Sheffield | Premi del Jurat                      | Nominat    |
| 2016-2017 | Yo no soy de aquí | Premi Pedro Sienna                                       | Millor Curtmetratge Documental       | Guanyadora |
| 2016-2017 | Yo no soy de aquí | Festival de Cinema Documental de Budapest                | Premi Secció "Let Us Be Short"       | Guanyadora |
| 2016-2017 | Yo no soy de aquí | Premis del Cinema Europeu                                | Millor Curtmetratge Europeu          | Nominat    |
| 2016-2017 | Yo no soy de aquí | Festival Internacional de Cinema de Ljubljana            | Millor Curtmetratge                  | Guanyadora |
| 2017      | Los niños         | Premi Pedro Sienna                                       | Millor Llargmetratge Documental      | Nominat    |
| 2017      | Los niños         | Premi Pedro Sienna                                       | Millor Direcció                      | Nominat    |
| 2017      | Los niños         | Festival de Cinema de Miami                              | Premi Zeno Mountain                  | Guanyadora |
| 2017      | Los niños         | Festival de Cinema de Miami                              | Millor Documental                    | Nominat    |
| 2017      | Los niños         | Festival Internacional de Cinema de Cleveland            | Premi Greg Gund Memorial Standing Up | Nominat    |
| 2017      | Los niños         | Festival de Gramado                                      | Premi Especial del Jurat             | Guanyadora |
| 2017      | Los niños         | Festival Internacional de Cinema de Seattle              | Millor Documental Iberoamericà       | Nominat    |